# Božići (Kozarska Dubica)
Pour les articles homonymes, voir Božići.
Božići (en serbe cyrillique : Божићи) est un village de Bosnie-Herzégovine. Il est situé dans la municipalité de Kozarska Dubica et dans la république serbe de Bosnie. Selon les premiers résultats du recensement bosnien de 2013, il compte 248 habitants.

## Démographie

### Évolution historique de la population dans la localité
| 1948 | 1953 | 1961 | 1971 | 1981 | 1991 | 2013 |
| ---- | ---- | ---- | ---- | ---- | ---- | ---- |
| 301  | 315  | 343  | 394  | 406  | 414, | 248  |

|  |